# Guardabosone
Guardabosone é uma comuna italiana da região do Piemonte, província de Vercelli, com cerca de 339 habitantes. Estende-se por uma área de 6 km², tendo uma densidade populacional de 57 hab/km². Faz fronteira com Ailoche (BI), Borgosesia, Caprile (BI), Crevacuore (BI), Postua, Scopa, Scopello, Serravalle Sesia.

## Demografia
| Variação demográfica do município entre 1861 e 2011                               |
|                                                                                   |
| Fonte: Istituto Nazionale di Statistica (ISTAT) - Elaboração gráfica da Wikipedia |